# Geertje Dircx
Geertje Dircx (* um 1610 in Edam; † 1656 ebenda) war die zeitweilige Lebensgefährtin des Malers Rembrandt van Rijn.

## Leben
Geertje Dircx wurde um 1610 in der nordholländischen Stadt Edam in bescheidenen Verhältnissen geboren. Ihr Vater war Schiffszimmermann. Als junge Frau arbeitete sie zunächst in einem Gasthaus in der Seefahrerstadt Hoorn. Dort lernte sie den Schiffstrompeter Abraham Claeszoon kennen und heiratete ihn. Wie viele Seemannsfrauen wurde sie jedoch schon bald Witwe. Danach trat sie eine Stellung als Haushälterin in Hoorn an. Um 1642 wechselte sie nach Amsterdam in den Haushalt Rembrandts.
Dieser war zu dieser Zeit ein berühmter und wohlhabender Künstler. Seine Frau Saskia Uylenburgh war im Juni 1642 gestorben und hatte ihn mit dem kleinen Sohn Titus van Rijn zurückgelassen. Geertje wurde dessen Amme. Schon bald entwickelte sich eine Liebesbeziehung zu Rembrandt. Er schenkte oder lieh ihr sogar Saskias Schmuck. 1648 bestimmte Geertje den sechsjährigen Titus zu ihrem „einzigen Universalerben“. Wenig später beendete Rembrandt jedoch die Beziehung zu ihr, weil er ein Verhältnis mit seinem Dienstmädchen Hendrickje Stoffels begann. Diese war ungefähr 16 Jahre jünger als Geertje.
Geertje zog daraufhin aus und verklagte Rembrandt, weil er ihr die Ehe versprochen und dies nicht eingehalten habe. Der Maler versuchte, eine außergerichtliche Einigung herbeizuführen. Er sagte ihr eine jährliche Unterhaltszahlung von 160 Gulden zu. Doch kurz vor der geplanten Vertragsunterzeichnung machte Geertje ihm eine Szene und schrie ihn in Anwesenheit des Notars an, dass dieser Betrag nicht ausreichend sei.
Nun wurde die Angelegenheit von der „Huwelijkskrakeelkamer“, der Kammer für Ehekrach, entschieden. In einer Anhörung am 23. Oktober 1649 erklärte Geertje vor den Richtern, „dass der Vorgeladene diverse Male mit ihr geschlafen hat“. Deshalb verlange sie, dass er sie entweder heirate oder für ihren Unterhalt aufkomme. Das Gericht verurteilte Rembrandt zu einer jährlichen Unterhaltszahlung von 200 Gulden. Geertje musste sich im Gegenzug verpflichten, Titus nicht zu enterben und ihm später auch den gesamten Schmuck zu vermachen, den sie von Rembrandt bekommen hatte.
Stattdessen verpfändete sie jedoch einen Teil der Wertsachen. Daraufhin war Rembrandt so wütend, dass er ihren Bruder Pieter Dircx bestach und gemeinsam mit ihm belastende Zeugenaussagen gegen Geertje sammelte. Dies führte dazu, dass sie 1650 zur Einweisung in das Frauengefängnis von Gouda verurteilt wurde. Für die Kosten ihrer Festnahme und Überstellung kam Rembrandt auf. Er finanzierte auch ihren Aufenthalt in dem sogenannten Spinnhaus.
In dem Gefängnis vegetierte Geertje unter entsetzlichen Bedingungen dahin. Fünf Jahre später gelang es jedoch ihrer Freundin Trijn Jacobs, ihre Freilassung zu erreichen. Die einfache Witwe verhandelte dafür erfolgreich mit dem Stadtrat von Gouda. Rembrandt drohte ihr mit den Worten, das werde ihr „noch leidtun“, und versuchte ebenfalls, den Stadtrat auf seine Seite zu ziehen, aber Trijn Jacobs setzte sich durch. Obwohl Geertje krank war, begann sie mit dem Sammeln von Zeugenaussagen, um Rembrandt zu verklagen. Der mittlerweile hoch verschuldete Künstler rüstete sich gleichfalls für den Prozess. Geertje erlebte noch, wie Rembrandt Konkurs anmelden musste, doch kurz danach starb sie. Ihr Biograf Christoph Driessen urteilt: „Die Hartnäckigkeit, mit der sie den viel einflussreicheren Rembrandt bekämpfte, nötigt Respekt ab.“
Künstlerisch inspiriert wurde Rembrandt von Geertje offenbar nicht. Kein gesichertes Gemälde ist bekannt. Möglicherweise diente sie als Modell für Junge Frau im Bett (Scottish National Gallery in Edinburgh). Außerdem wird angenommen, dass es sich bei der Darstellung einer Frau in nordholländischer Tracht im British Museum um Geertje handelt.